# Карашевич, Платон Иванович
Платон Иванович Карашевич (1824—1886) — протоиерей Русской православной церкви, настоятель Исаакиевского собора. Профессор богословия, церковный историк и педагог.

## Биография
Родился 18 (30) ноября 1824 года в семье протоиерея Волынской епархии. Окончил Волынскую духовную семинарию и Санкт-Петербургскую духовную академию. С 29 сентября 1851 года был определён наставником в Санкт-Петербургскую духовную семинарию по гражданской истории и по греческому языку; затем стал преподавать в семинарии физико-математические науки. Возведён в степень магистра богословия 8 декабря 1852 года. Был библиотекарем семинарии с 25 февраля 1853 года и профессором семинарии.
Был рукоположен в сан священника Исаакиевского собора 2 февраля 1856 года. В 1858 году указом Санкт-Петербургской духовной консистории был определён законоучителем в 1-й девичьей школе Императорского человеколюбивого общества.
В 1863 году по определению Св. Синода ему была поручена сверка изданной профессором Лейпцигского университета К. Тишендорфом Синайской рукописи Библии с её подлинником из Государственного архива.
С 22 ноября 1869 года был помощником благочинного. Возведён в сан протоиерея 13 апреля 1872 года. Указом Духовной консистории от 15 апреля 1871 года П. И. Карашевич был назначен благочинным 25-ти столичных церквей.
С 16 октября 1884 года был назначен настоятелем Исаакиевского собора.
Получил 9 января 1885 года назначение на должность сверхштатного члена второй экспедиции Санкт-Петербургской духовной консистории и 18 января 1885 года утверждён её членом.
Умер 16 (28) февраля 1886 года в Санкт-Петербурге. Похоронен на Смоленском православном кладбище.
Им был составлен «Очерк истории Православной церкви на Волыни» (СПб., 1855). Он также собирал материалы по истории Санкт-Петербургской епархии.

## Награды
- набедренник (04.12.1857)
- бархатная фиолетовая скуфья (07.04.1859)
- бархатная фиолетовая камилавка (07.04.1861)
- золотой наперсный крест (07.04.1864)
- палица (09.03.1881)
- орден Св. Анны 3-й степени (16.04.1867)
- орден Св. Анны 2-й степени (19.03.1873)
- орден Св. Владимира 4-й степени (27.03.1877)
- орден Св. Владимира 3-й степени (10.04.1883)